# Dana Incorporated
Dana Incorporated è una società statunitense di prodotti per l'industria automobilistica, produce assali e alberi di trasmissione e meccatronica in generale per veicoli commerciali e non. Fondata nel 1904 e con sede a Maumee (Ohio), ha 41.800 dipendenti in 31 nazioni (2023). La società è tra le Fortune 500.

## Storia
Nel 1904 Clarence W. Spicer fonda la società a Plainfield (New Jersey). La prima fornitura di giunti a "U" viene effettuata alla Corbin Motor Company in Connecticut.
Lo stesso anno viene creata la Spicer Universal Joint Manufacturing Company.
Nel 1906 i clienti diventano anche Buick, Olds Motor Works, Mack Trucks, Kelly-Springfield e American Motors. La società cambia nome in Spicer Manufacturing Company. Nel 1910 si sposta a South Plainfield (New Jersey).
Nel 1914 Charles A. Dana diventa socio. Diventa presidente e tesoriere nel 1916. La società viene quotata al New York Stock Exchange nel 1922.
Nel 1928 la sede diventa Toledo (Ohio)
La società viene rinominata nel 1945 Dana Corporation. Spicer diventa un marchio di fabbrica.
Nel 1956 il New York Times dichiara il Dana Powr-Lok® differenziale "among the more significant engineering improvements" nell'industria automobilistica.
Nel 1957 la società introduce il primo cruise control sui modelli 1958 della Chrysler.
Nel 1966 viene acquisita la Victor Gasket Manufacturing Company fondata nel 1909.
Nel 1978 Charles Dana entra nella Automotive Hall of Fame.
Nel 1982 viene creato il primo albero di trasmissione in alluminio, prodotto per la Chevrolet Corvette del 1984.
Nel 1993 acquisisce la Reinz Company, fondata nel 1920 e si forma così la Victor Reinz.
Nel 1994 viene inserito Clarence Spicer nella Automotive Hall of Fame.
Nel 2006 Dana dichiara bancarotta.
Nel 2007 cancella 150 milioni di azioni durante la bancarotta.
Nel 2009 vende 10 stabilimenti produttivi alla Metalsa.
Nel 2014 Dana con Bosch Rexroth AG sviluppa una trasmissione variabile di nuova concezione. Nel 2015 Dana e Audi vengono premiati con il Automotive news Pace Innovation Partnership Award per un nuovo tipo di valvola della Victor Reinz.
Nel 2019 Dana acquista la italiana SME Group. Poi la divisione Drive Systems della OC Oerlikon, inclusa la Graziano Trasmissioni.

## Prodotti
Assali, alberi di trasmissione, giunti universali.

### Assali
- Dana 30
- Dana 35
- Dana 44
- Dana 50
- Dana 53
- Dana 60
- Dana 70
- Dana 80
- Dana S 110

### Sospensioni
- Twin Traction Beam